# Rafhinha
Rafhael „Rafhinha“ Domingues (* 2. März 1992 in Marechal Cândido Rondon) ist ein österreichisch-brasilianischer Fußballspieler.

## Karriere

### Verein
Rafhinha begann seine Karriere bei Toledo Colônia Work. 2012 spielte er kurzzeitig leihweise beim Foz do Iguaçu FC. Im März 2013 wechselte er in die USA zu den New York Red Bulls. Im Juni 2013 wurde, nachdem er auf keinen Einsatz gekommen war, sein Vertrag bei den US-Amerikanern aufgelöst.
Im Jänner 2014 kehrte Rafhinha nach Brasilien zurück, wo er sich Grêmio Barueri anschloss. Danach spielte er noch beim EC Internacional (SC). Nachdem er Internacional im Jänner 2016 verlassen hatte, schloss er sich im Februar 2016 dem Schweizer Drittligisten SC Brühl St. Gallen an.
Nach 29 Spielen in der Promotion League für Brühl, in denen er elf Treffer erzielte, wechselte Rafhinha im Jänner 2017 zum Zweitligisten FC Winterthur. Sein Debüt für Winterthur in der Challenge League gab er im Februar 2017, als er am 19. Spieltag der Saison 2016/17 gegen den FC Chiasso in der Startelf stand und in der 58. Minute durch Luka Sliskovic ersetzt wurde. Bis zum Ende der Saison 2016/17 kam er zu drei Einsätzen für Winterthur in der Challenge League.
Nach einem halben Jahr bei Winterthur kehrte er zur Saison 2017/18 zu Brühl zurück. Für den Verein kam er in jener Saison zu 25 Einsätzen in der Promotion League, in denen er drei Tore erzielte. Zur Saison 2018/19 wechselte er zum Ligakonkurrenten SC Cham. Nach der Saison 2018/19 verließ er Cham. Daraufhin kehrte er zum EC Internacional zurück.
Im Jänner 2020 wechselte er nach Österreich zum viertklassigen FC Egg. Nachdem er es in seiner ersten Spielzeit auf zwölf Treffer in 15 Meisterschaftsspielen gebracht hatte, kam er in der darauffolgenden Saison bis zur Winterpause auf fünf Tore in 14 Ligapartien und verließ den Verein im Jänner 2022 in Richtung Schweiz, wo er erneut beim SC Brühl St. Gallen anheuerte. Für Brühl kam er zu 17 Einsätzen, in denen er dreimal traf.
Zur Saison 2022/23 kehrte er wieder nach Egg zurück.

### Nationalmannschaft
Rafhinha bewarb sich über Facebook beim ÖFB, um für Österreich spielen zu können. Schließlich wurde der Mittelfeldspieler im März 2010 ins österreichische U-18-Nationalteam berufen. Sein Debüt gab er in jenem Monat beim 3:1-Sieg gegen Tschechien, als er in der Startelf stand und in der 68. Minute durch Daniel Schmölzer ersetzt wurde. In jenem Spiel konnte er die Treffer zum zwischenzeitlichen 1:1 und 2:1 erzielen. Im Mai 2010 folgte noch ein Einsatz gegen Ungarn.